# North High Shoals
North High Shoals è un comune degli Stati Uniti d'America, situato nello Stato della Georgia, nella contea di Oconee.